# Hłuszczenkowe
Hłuszczenkowe (ukr. Глущенкове) – wieś na Ukrainie, w obwodzie charkowskim, w rejonie iziumskim. W 2001 liczyła 36 mieszkańców, spośród których 31 posługiwało się językiem ukraińskim, a 5 rosyjskim.